# Cyclophora porata
Cyclophora porata là một loài bướm đêm thuộc họ Geometridae. Loài này được tìm thấy ở châu Âu.
Sải cánh dài 25–30 milimét (0,98–1,18 in). Chiều dài cánh trước là 12–14 mm (0,47–0,55 in). Con trưởng thành bay in generations từ tháng 5 đến tháng 6 và từ tháng 8 đến tháng 9.

## Hình ảnh

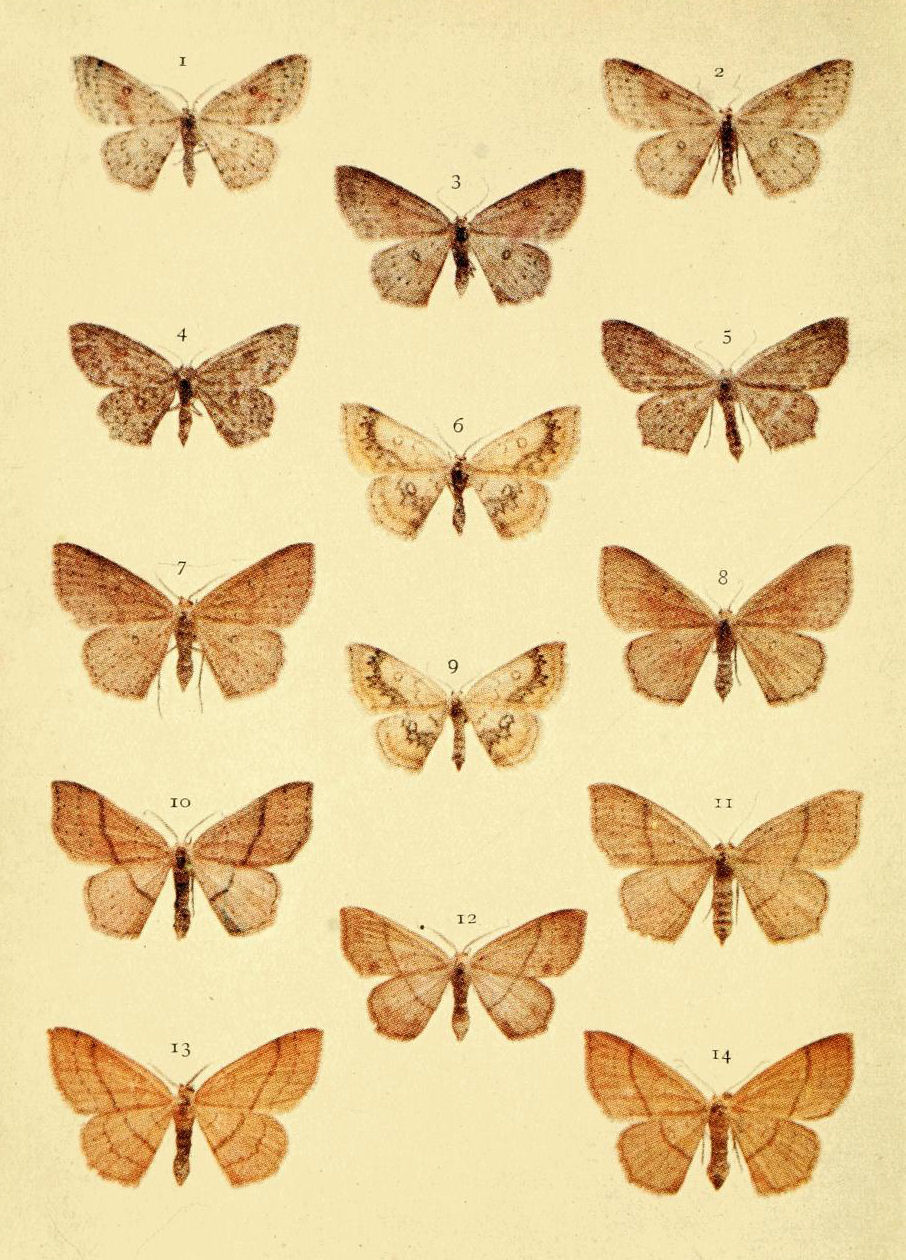